# Anchistioides willeyi
Anchistioides willeyi is een garnalensoort uit de familie van de Anchistioididae. De wetenschappelijke naam van de soort is voor het eerst geldig gepubliceerd in 1900 door Borradaile.